# Tu cara no me suena todavía
Tu cara no me suena todavía (también conocido por las siglas TCNMST) es un programa de televisión español, emitido por el canal Antena 3. Se estrenó el 10 de marzo de 2017, tras finalizar la quinta edición de Tu cara me suena, y es presentado por Manel Fuentes. Este programa se diferencia principalmente del original ya que en este espacio cada semana participan 7 anónimos nuevos, y 3 de la gala anterior, seleccionando uno de cada gala para la gran final.

## Mecánica del programa
Cada gala, diez concursantes se juegan en directo una plaza en la final del programa con su mejor imitación. Cuando han actuado los diez concursantes, el jurado reparte sus puntos del 12 al 3. Una vez sumados los votos del jurado, se convierten en puntos, y se establece un ranking de mayor a menor, de 12 a 3. Los 4 concursantes con mejor nota del jurado siguen en el programa y se exponen a la votación de los espectadores de casa, mientras que los 6 restantes abandonan la competición.
El que se sitúe en el primer lugar del ranking gracias a los votos de los espectadores consigue un pase directo a la final, interpretando al mismo artista, mientras que los que queden en segunda, tercera y cuarta posición tendrán otra oportunidad para clasificarse en la final imitando a un cantante elegido por el pulsador.

## Temporadas
| Temporada | Temporada | Programas | Estreno             | Final              | Ganador       | Audiencia media | Audiencia media |
| Temporada | Temporada | Programas | Estreno             | Final              | Ganador       | Espectadores    | Cuota           |
| --------- | --------- | --------- | ------------------- | ------------------ | ------------- | --------------- | --------------- |
|           | 1         | 12        | 10 de marzo de 2017 | 2 de junio de 2017 | Germán Scasso | 2 395 000       | 18,6%           |

### Presentador y jurado
Las actuaciones de los anónimos son valoradas por un jurado profesional compuesto habitualmente por cuatro personas, que a veces se ve reforzado por los invitados del programa.
| Presentador    | Profesión                                         |
| -------------- | ------------------------------------------------- |
| Manel Fuentes  | Presentador de televisión                         |
| Jurado         | Profesión                                         |
| Chenoa         | Cantante                                          |
| Àngel Llàcer   | Director teatral y presentador de televisión      |
| Miki Nadal     | Humorista y presentador, concursante de TCMS Mini |
| Mónica Naranjo | Cantante                                          |

## Tu cara no me suena todavía(2017)
- 10 de marzo - 2 de junio de 2017

Esta es la primera edición de este nuevo concurso de talentos que Antena 3 pone en marcha. Un grupo de 10 anónimos imitan a los cantantes consagrados que ellos quieren, si quedan finalistas de la gala deberán imitar a los cantantes que les son asignados por el pulsador, una máquina que elige "al azar" al artista que deben imitar en la siguiente gala, excepto en la gala final, en la que los finalistas pueden escoger al artista que desean imitar.

### Finalistas
| Concursantes           | Procedencia | Edad    | Ocupación                       | Posición final         |
| ---------------------- | ----------- | ------- | ------------------------------- | ---------------------- |
| Germán Scasso          | Albacete    | 38 años | Actor y cantante                | Ganador (48%)          |
| Manuel Rodríguez       | Valencia    | 38 años | Cantante y actor                | 2.º clasificado (33%)  |
| Cristóbal Garrido      | Sabadell    | 40 años | Fotógrafo, productor y showman  | 3.er clasificado (19%) |
| Patricia Aguilar       | Fuenlabrada | 27 años | Cantante de orquesta            | 4.ª clasificada (12%)  |
| Manuel Bohájar, Keunam | Murcia      | 28 años | YouTuber y actor de doblaje     | 5.º clasificado (11%)  |
| Fran Valenzuela        | Leganés     | 35 años | Cantante y músico               | 6.º clasificado (6%)   |
| Paula Domínguez        | Marbella    | 33 años | Payaso y cantante               | 7.ª clasificada (16%)  |
| David Moreno           | Barcelona   | 29 años | Cantante e imitador             | 8.º clasificado (14%)  |
| Raúl Ogalla            | Torrente    | 25 años | Maestro de Infantil y cantante  | 9.º clasificado (13%)  |
| Arantxa Elvias         | Cañada      | 27 años | Camarera y cantante de orquesta | 10.ª clasificada (8%)  |

### Invitados
| Invitado         | Ocupación                                 | Gala | Como...                        | Canción                                          | Información                                               |
| ---------------- | ----------------------------------------- | ---- | ------------------------------ | ------------------------------------------------ | --------------------------------------------------------- |
| Ruth Lorenzo     | Cantante                                  | 1.ª  | Rihanna                        | Love on the Brain                                | Ganadora de TCMS4                                         |
| Ana Morgade      | Actriz, presentadora y colaboradora de TV | 2.ª  | Katy Perry                     | This Is How We Do y Last Friday Night (T.G.I.F.) | Finalista de TCMS4                                        |
| Pasión Vega      | Cantante                                  | 3.ª  | Ella misma                     |                                                  | Juzga a Patricia Aguilar                                  |
| Roko             | Cantante                                  | 3.ª  | Diana Ross & The Supremes      | The Happening                                    | Ganadora de TCMS2 y concursante de TCMSM                  |
| Nuria Fergó      | Cantante, concursante de OT 2001          | 4.ª  | Paloma San Basilio             | Juntos                                           | Invitada                                                  |
| Agustín Jiménez  | Actor y humorista                         | 5.ª  | Javier Ojeda (Danza Invisible) | Sabor de amor                                    | Invitado                                                  |
| Angy Fernández   | Cantante y actriz                         | 6.ª  | Bruno Mars                     | When I Was Your Man                              | Ganadora de TCMS1                                         |
| Xuso Jones       | Cantante                                  | 7.ª  | Shawn Mendes                   | Treat You Better                                 | Finalista de TCMS3 y ganador de TCMSM                     |
| Lorena Gómez     | Cantante, concursante de OT 2006          | 8.ª  | Estrella Morente               | En lo alto del cerro                             | Finalista de TCMS5                                        |
| Blas Cantó       | Cantante                                  | 9.ª  | Él mismo                       |                                                  | Ganador de TCMS5 Valora la actuación de Rudy Black        |
| Jordi Ríos       | Actor y humorista                         | 9.ª  | Chubby Checker                 | Let's Twist Again                                | Invitado                                                  |
| Merche           | Cantante                                  | 10.ª | Ella misma                     |                                                  | Valora la actuación de Victoria Sunsiray                  |
| Carolina Ferre   | Presentadora                              | 10.ª | Cristina (Los Stop)            | Tres cosas (Salud, dinero y amor)                | Concursante de TCMS1                                      |
| Llum Barrera     | Actriz y presentadora de TV               | 11.ª | Loalwa Braz (Kaoma)            | Lambada                                          | Finalista de TCMS3 y TCMSM                                |
| Adrián Rodríguez | Actor y cantante                          | 12.ª | Luis Fonsi                     | Despacito                                        | Finalista de TCMS4                                        |
| Manel Navarro    | Cantante                                  | 12.ª | Ed Sheeran                     | Castle on the Hill y Shape of You                | Representante de España en el Festival de Eurovisión 2017 |
| Melody           | Cantante y actriz                         | 12.ª | Beyoncé                        | Baby Boy                                         | Finalista de TCMS3                                        |
| Falete           | Cantante                                  | 12.ª | Lola Beltrán                   | Cucurrucucú, Paloma                              | Concursante de TCMS4                                      |

### Imitaciones
| Galas               | 1.ª                             | 2.ª                                   | 3.ª                          | 4.ª                       | 5.ª                           | 6.ª                       | 7.ª                        | 8.ª                          | 9.ª                          | Semifinal                                | 1.ª final       | 2.ª final      |
| ------------------- | ------------------------------- | ------------------------------------- | ---------------------------- | ------------------------- | ----------------------------- | ------------------------- | -------------------------- | ---------------------------- | ---------------------------- | ---------------------------------------- | --------------- | -------------- |
| Germán Scasso       |                                 |                                       |                              |                           |                               |                           |                            | Stevie Wonder                | Tino Casal                   | Finalista                                | James Brown     | Bill Medley    |
| Manu Rodríguez      |                                 |                                       |                              |                           |                               | Nino Bravo                | Camilo Sesto               | Aladdín                      |                              | Nino Bravo Repescado por Mónica Naranjo  | Nino Bravo      | Nino Bravo     |
| Cristóbal Garrido   | Olga Guillot                    | Finalista                             | Finalista                    | Finalista                 | Finalista                     | Finalista                 | Finalista                  | Finalista                    | Finalista                    | Finalista                                | Chavela Vargas  | Olga Guillot   |
| Patricia Aguilar    | Mónica Naranjo                  | Ariana Grande                         | Pasión Vega                  | Britney Spears            | Finalista                     | Finalista                 | Finalista                  | Finalista                    | Finalista                    | Finalista                                | Laura Pausini   | Mónica Naranjo |
| Keunam              |                                 | Rosana                                | James Blunt                  | Juanes                    | David Bisbal                  | Finalista                 | Finalista                  | Finalista                    | Finalista                    | Finalista                                | Dani Martín     | Shakira        |
| Fran Valenzuela     | Alejandro Sanz                  | Marc Anthony                          | Finalista                    | Finalista                 | Finalista                     | Finalista                 | Finalista                  | Finalista                    | Finalista                    | Finalista                                | Sergio Dalma    | Alejandro Sanz |
| Paula Domínguez     |                                 |                                       |                              |                           |                               | Dolores O'Riordan         | Lamari                     | Finalista                    | Finalista                    | Finalista                                | Céline Dion     |                |
| David Moreno        |                                 |                                       |                              |                           |                               | Melendi                   | Eros Ramazzotti            | Tom Jones                    | Finalista                    | Finalista                                | Antonio Orozco  |                |
| Raúl Ogalla         |                                 |                                       | Manuel Carrasco              | Finalista                 | Finalista                     | Finalista                 | Finalista                  | Finalista                    | Finalista                    | Finalista                                | Manuel Carrasco |                |
| Arantxa Elvias      |                                 |                                       |                              |                           |                               | Amaia Montero             | Finalista                  | Finalista                    | Finalista                    | Finalista                                | Amaia Montero   |                |
| Gabriel Gutiérrez   |                                 |                                       | José Luis Perales            | Julio Iglesias            |                               |                           |                            |                              |                              | Emilio Aragón Repescado por la audiencia |                 |                |
| Dabeat              |                                 |                                       |                              |                           |                               |                           |                            | Michael Jackson              | Jay Kay                      | Michael Jackson                          |                 |                |
| Tomás Martínez      |                                 |                                       |                              |                           |                               |                           | Miguel Ríos                | Rosendo                      |                              | Miguel Ríos Repescado por Àngel Llàcer   |                 |                |
| Ely López           |                                 |                                       |                              |                           |                               |                           |                            |                              | Vanesa Martín                | Ellie Goulding                           |                 |                |
| José Voces          |                                 |                                       |                              |                           |                               |                           |                            |                              | Joan Manuel Serrat           | Joaquín Sabina                           |                 |                |
| Inot                | Brian Johnson                   |                                       |                              |                           |                               |                           |                            |                              |                              | Joe Cocker Repescado por Chenoa          |                 |                |
| Jesús Ríos          |                                 |                                       |                              | Louis Armstrong           |                               |                           |                            |                              |                              | Bryan Adams Repescado por la audiencia   |                 |                |
| Victoria Sunsiray   |                                 |                                       |                              |                           | Chenoa                        | Alesha Dixon              |                            |                              |                              | Merche Repescada por la audiencia        |                 |                |
| Lorena Fernández    |                                 | Malú                                  |                              |                           |                               |                           |                            |                              |                              | Malú Repescada por Miki Nadal            |                 |                |
| Juan Manuel Punzano |                                 |                                       |                              |                           |                               |                           |                            | Manolo Escobar               | Raphael                      |                                          |                 |                |
| Libertad Fajardo    |                                 |                                       |                              |                           | India Martínez                | Alicia Keys               |                            |                              |                              |                                          |                 |                |
| Ricky Mata          |                                 |                                       |                              |                           | Mika                          | Adam Levine               |                            |                              |                              |                                          |                 |                |
| Tamara Jerez        |                                 |                                       |                              | Rocío Jurado              | Pastora Soler                 |                           |                            |                              |                              |                                          |                 |                |
| Juanma Jerez        |                                 |                                       |                              | Pablo Alborán             | Ricky Martin                  |                           |                            |                              |                              |                                          |                 |                |
| Chely Capitán       |                                 | Ana Torroja                           | María Isabel                 |                           |                               |                           |                            |                              |                              |                                          |                 |                |
| Nacho Lozano        | Miguel Bosé                     | Fernando Olvera                       |                              |                           |                               |                           |                            |                              |                              |                                          |                 |                |
| Otros concursantes  | Ruth Calixta Christina Aguilera | Miguel Machín Javier Gurruchaga       | Iria Regueiro Cher           | María Guillén Shakira     | Mari Nieves Mari Trini        | Laura Amorós Tina Turner  | Juan López El Sevilla      | Dídac Flores Nina            | Carmen Cuartero Rocío Dúrcal |                                          |                 |                |
| Otros concursantes  | Rosana Gea Amy Winehouse        | María Dolores Ballester Julie Andrews | Tolo Sanders Freddie Mercury | La Negra Mayté Ana Belén  | Yolanda León Thalía           | Las Soles Las Grecas      | Xandro Leima Luis Miguel   | Lara Chaves Luz Casal        | Rudy Black Anastacia         |                                          |                 |                |
| Otros concursantes  | Cristina Tarragó Celia Cruz     | Raúl Palomo El Fary                   | Christian Rodríguez Chayanne | Jairo Sánchez King África | Elvis de Palma Elvis Presley  | Alonso Cage Michael Bublé | River Soul Enrique Bunbury | Tamara Valverde Lana del Rey | Christian Ehdey Ángel López  |                                          |                 |                |
| Otros concursantes  | Arantxa Albiach Beyoncé         | Charo Bravo Gloria Gaynor             | Bárbara Redondo Adele        | Itziar Camacho Edurne     | David Velardo Plácido Domingo |                           | Georgia Stewart Lady Gaga  | Vicky ArmasEva Amaral        | Isabel Sarabia Niña Pastori  |                                          |                 |                |
| Otros concursantes  | Jesús Durán Sebastián           |                                       | Mary Porcar Anna             |                           |                               |                           | Julián Lladó Ronan Keating |                              | Adrián Quiles Maria Callas   |                                          |                 |                |
| Otros concursantes  |                                 |                                       |                              |                           |                               | Madelheine Isabel Pantoja |                            |                              |                              |                                          |                 |                |

### Audiencias
| Gala            | Ganador                           | Por imitar a...                      | Fecha               | Espectadores | Cuota |
| --------------- | --------------------------------- | ------------------------------------ | ------------------- | ------------ | ----- |
| Gala 1          | Cristóbal Garrido                 | Olga Guillot                         | 10 de marzo de 2017 | 3 470 000    | 25,9% |
| Gala 2          | Fran Valenzuela                   | Marc Anthony                         | 17 de marzo de 2017 | 2 748 000    | 21,5% |
| Gala 3          | Raúl Ogalla                       | Manuel Carrasco                      | 24 de marzo de 2017 | 2 756 000    | 21,2% |
| Gala 4          | Patricia Aguilar                  | Britney Spears                       | 31 de marzo de 2017 | 2 549 000    | 19,5% |
| Gala 5          | Manuel Bohájar "Keunam"           | David Bisbal                         | 7 de abril de 2017  | 2 550 000    | 19,3% |
| Gala 6          | Arantxa Elvias                    | Amaia Montero (LODVG)                | 21 de abril de 2017 | 2 133 000    | 16,6% |
| Gala 7          | Paula Domínguez                   | La Mari (Chambao)                    | 28 de abril de 2017 | 1 984 000    | 15,6% |
| Gala 8          | David Moreno                      | Tom Jones                            | 5 de mayo de 2017   | 1 828 000    | 13,8% |
| Gala 9          | Germán Scasso                     | Tino Casal                           | 12 de mayo de 2017  | 2 091 000    | 16,8% |
| Gala 10         | Manu Rodríguez                    | Nino Bravo                           | 19 de mayo de 2017  | 1 922 000    | 15,6% |
| Final (parte 1) | Cristóbal Garrido / Germán Scasso | Chavela Vargas / James Brown         | 26 de mayo de 2017  | 2 331 000    | 19,7% |
| Final (parte 2) | Germán Scasso                     | Bill Medley (The Righteous Brothers) | 2 de junio de 2017  | 2 382 000    | 18,3% |

 Programa líder de audiencia en su franja horaria (horario estelar y franja nocturna).

## Gala 1 (10/03/17)

### Concursantes
| Canción                                               | Concursante                    | Jurado | Jurado | Jurado | Jurado | Jurado | Público |
| Canción                                               | Concursante                    | MO     | MI     | CH     | ÀL     | Total  | Público |
| Soy lo prohibido, de Olga Guillot                     | Cristóbal Garrido (6)          | 12     | 10     | 11     | 12     | 45     | 38%     |
| Pantera en libertad, de Mónica Naranjo                | Patricia Aguilar (10)          | 8      | 11     | 10     | 10     | 39     | 25%     |
| Corazón partío, de Alejandro Sanz                     | Fran Valenzuela (2)            | 11     | 12     | 12     | 11     | 46     | 21%     |
| Morena mía, de Miguel Bosé                            | Nacho Lozano (4)               | 10     | 9      | 7      | 8      | 34     | 16%     |
| Highway to Hell, de Brian Johnson (AC/DC)             | Toni ¿? "Inot" (7)             | 9      | 7      | 8      | 9      | 33     |         |
| Lady Marmalade, de Christina Aguilera (Moulin Rouge!) | Ruth Bermejo "Ruth Calixta"(1) | 7      | 8      | 9      | 7      | 31     |         |
| Back to Black, de Amy Winehouse                       | Rosana Gea (8)                 | 6      | 5      | 6      | 6      | 23     |         |
| Crazy in Love, de Beyoncé                             | Arantxa Albiach (5)            | 3      | 6      | 5      | 4      | 18     |         |
| La vida es un carnaval, de Celia Cruz                 | Cristina Tarragó (9)           | 5      | 3      | 4      | 5      | 17     |         |
| Bajo el mar, de Sebastián (La sirenita)               | Jesús Durán (3)                | 4      | 4      | 3      | 3      | 14     |         |

     Ganador de la gala, clasificado directamente para la final
     Finalista de la gala por el jurado, repite la semana siguiente.
     Eliminado de la gala por el jurado.

### Otras actuaciones
| Artista      | Canción                       |
| ------------ | ----------------------------- |
| Ruth Lorenzo | Love on the Brain, de Rihanna |

## Gala 2 (17/03/17)

### Concursantes
| Canción                                                    | Concursante                  | Jurado | Jurado | Jurado | Jurado | Jurado | Público |
| Canción                                                    | Concursante                  | MO     | MI     | CH     | ÀL     | Total  | Público |
| Vivir mi vida, de Marc Anthony                             | Fran Valenzuela (8)          | 8      | 12     | 11     | 7      | 38     | 30%     |
| A fuego lento, de Rosana                                   | Manuel Bohájar "Keunam" (10) | 12     | 10     | 10     | 10     | 42     | 27%     |
| Problem, de Ariana Grande                                  | Patricia Aguilar (1)         | 9      | 11     | 12     | 11     | 43     | 25%     |
| Los amantes, de Ana Torroja (Mecano)                       | Chely Capitán (7)            | 10     | 9      | 9      | 9      | 37     | 18%     |
| Aprendiz, de Malú                                          | Lorena Fernández (3)         | 11     | 7      | 7      | 8      | 33     |         |
| I Will Survive, de Gloria Gaynor                           | Charo Bravo (4)              | 6      | 5      | 8      | 12     | 31     |         |
| The Sound of Music, de Julie Andrews (Sonrisas y lágrimas) | María Dolores Ballester (9)  | 7      | 8      | 6      | 5      | 26     |         |
| El toro guapo, de El Fary                                  | Raúl Palomo (6)              | 4      | 6      | 5      | 6      | 21     |         |
| Lola Lola, de Javier Gurruchaga (Orquesta Mondragón)       | Miguel Machín (2)            | 5      | 3      | 3      | 4      | 15     |         |
| Clavado en un bar, de Fernando Olvera (Maná)               | Nacho Lozano (5)             | 3      | 4      | 4      | 3      | 14     |         |

     Ganador de la gala, clasificado directamente para la final
     Finalista de la gala por el jurado, repite la semana siguiente.
     Eliminado de la gala por el jurado.

### Otras actuaciones
| Artista     | Canción                                                         |
| ----------- | --------------------------------------------------------------- |
| Ana Morgade | This Is How We Do y Last Friday Night (T.G.I.F.), de Katy Perry |

## Gala 3 (24/03/17)

### Concursantes
| Canción                                                      | Concursante                 | Jurado | Jurado | Jurado | Jurado | Jurado | Público |
| Canción                                                      | Concursante                 | MO     | MI     | CH     | ÀN     | Total  | Público |
| Y ahora, de Manuel Carrasco                                  | Raúl Ogalla (2)             | 9      | 7      | 9      | 12     | 37     | 31%     |
| Un velero llamado libertad, de José Luis Perales             | Gabriel Gutiérrez (9)       | 12     | 10     | 12     | 11     | 45     | 29%     |
| María se bebe las calles, de Pasión Vega                     | Patricia Aguilar (5)        | 10     | 11     | 11     | 9      | 41     | 26%     |
| You're Beautiful, de James Blunt                             | Manuel Bohájar "Keunam" (8) | 11     | 12     | 10     | 10     | 43     | 14%     |
| Strong Enough, de Cher                                       | Iria Regueiro (10)          | 6      | 6      | 8      | 6      | 26     |         |
| We Are the Champions, de Freddie Mercury (Queen)             | Tolo Sanders (6)            | 3      | 8      | 6      | 8      | 25     |         |
| Boom, boom, de Chayanne                                      | Christian Rodríguez (1)     | 5      | 9      | 5      | 5      | 24     |         |
| Rolling in the Deep, de Adele                                | Bárbara Redondo (4)         | 4      | 5      | 7      | 7      | 23     |         |
| No me toques las palmas, de María Isabel                     | Chely Capitán (3)           | 7      | 4      | 4      | 4      | 19     |         |
| Por primera vez en años, de Anna (Frozen: el reino de hielo) | Mary Porcar (7)             | 8      | 3      | 3      | 3      | 17     |         |

     Ganador de la gala, clasificado directamente para la final
     Finalista de la gala por el jurado, repite la semana siguiente.
     Eliminado de la gala por el jurado.

### Otras actuaciones
| Artista | Canción                                     |
| ------- | ------------------------------------------- |
| Roko    | The Happening, de Diana Ross & The Supremes |

## Gala 4 (31/03/17)

### Concursantes
| Canción                                        | Concursante                         | Jurado | Jurado | Jurado | Jurado | Jurado | Público |
| Canción                                        | Concursante                         | MO     | MI     | CH     | ÀL     | Total  | Público |
| Overprotected, de Britney Spears               | Patricia Aguilar (8)                | 9      | 11     | 9      | 7      | 36     | 46%     |
| A Dios le pido, de Juanes                      | Manuel Bohájar "Keunam" (4)         | 12     | 12     | 12     | 9      | 45     | 31%     |
| Ese hombre, de Rocío Jurado                    | Tamara Jerez (9)                    | 11     | 9      | 11     | 11     | 42     | 13%     |
| Solamente tú, de Pablo Alborán                 | Juanma Jerez (7)                    | 10     | 10     | 7      | 10     | 37     | 10%     |
| What a Wonderful World, de Louis Armstrong     | Jesús Ríos (1)                      | 8      | 5      | 10     | 12     | 35     |         |
| Suerte, de Shakira                             | María Guillén (2)                   | 4      | 7      | 8      | 8      | 27     |         |
| Lía, de Ana Belén                              | Mayte Martínez "La Negra Mayté" (3) | 7      | 6      | 5      | 5      | 23     |         |
| Soy un truhan, soy un señor, de Julio Iglesias | Gabriel Gutiérrez (5)               | 5      | 8      | 6      | 4      | 23     |         |
| Amanecer, de Edurne                            | Itziar Camacho (6)                  | 3      | 4      | 3      | 6      | 16     |         |
| La bomba, de King África                       | Jairo Sánchez (10)                  | 6      | 3      | 4      | 3      | 16     |         |

     Ganador de la gala, clasificado directamente para la final
     Finalista de la gala por el jurado, repite la semana siguiente.
     Eliminado de la gala por el jurado.

### Otras actuaciones
| Artista     | Canción                       |
| ----------- | ----------------------------- |
| Nuria Fergó | Juntos, de Paloma San Basilio |

## Gala 5 (07/04/17)

### Concursantes
| Canción                           | Concursante                               | Jurado | Jurado | Jurado | Jurado | Jurado | Público |
| Canción                           | Concursante                               | MO     | MI     | CH     | ÀL     | Total  | Público |
| Silencio, de David Bisbal         | Manuel Bohájar "Keunam" (4)               | 11     | 11     | 9      | 10     | 41     | 42%     |
| Cuando tú vas, de Chenoa          | Victoria Sunsiray (8)                     | 12     | 10     | 12     | 12     | 46     | 32%     |
| Vencer al amor, de India Martínez | Libertad Fajardo (9)                      | 4      | 9      | 11     | 9      | 33     | 16%     |
| Grace Kelly, de Mika              | Ricky Mata (10)                           | 10     | 12     | 10     | 11     | 43     | 10%     |
| Yo no soy esa, de Mari Trini      | Mari Nieves (3)                           | 9      | 6      | 8      | 7      | 30     |         |
| Pégate, de Ricky Martin           | Juanma Jerez (2)                          | 8      | 8      | 7      | 6      | 29     |         |
| Mujer latina, de Thalía           | Yolanda León (6)                          | 6      | 5      | 4      | 8      | 23     |         |
| Solo tú, de Pastora Soler         | Tamara Jerez (1)                          | 5      | 7      | 3      | 5      | 20     |         |
| Viva Las Vegas, de Elvis Presley  | José Antonio Villana "Elvis de Palma" (5) | 7      | 3      | 5      | 3      | 18     |         |
| Granada, de Plácido Domingo       | David Velardo (7)                         | 3      | 4      | 6      | 4      | 17     |         |

     Ganador de la gala, clasificado directamente para la final
     Finalista de la gala por el jurado, repite la semana siguiente.
     Eliminado de la gala por el jurado.

### Otras actuaciones
| Artista         | Canción                                          |
| --------------- | ------------------------------------------------ |
| Agustín Jiménez | Sabor de amor, de Javier Ojeda (Danza Invisible) |

## Gala 6 (21/04/17)

### Concursantes
| Canción                                        | Concursante                     | Jurado | Jurado | Jurado | Jurado | Jurado | Público |
| Canción                                        | Concursante                     | MO     | MI     | CH     | ÀL     | Total  | Público |
| Pop, de Amaia Montero (La Oreja de Van Gogh)   | Arantxa Elvias (2)              | 8      | 8      | 10     | 8      | 34     | 33%     |
| Zombie, de Dolores O'Riordan (The Cranberries) | Paula Domínguez (6)             | 12     | 12     | 12     | 11     | 47     | 27%     |
| Noelia, de Nino Bravo                          | Manu Rodríguez (9)              | 11     | 11     | 8      | 10     | 40     | 23%     |
| Tocado y hundido, de Melendi                   | David Moreno (7)                | 10     | 7      | 11     | 12     | 40     | 17%     |
| The Boy Does Nothing, de Alesha Dixon          | Victoria Sunsiray (8)           | 9      | 10     | 9      | 6      | 34     |         |
| Proud Mary, de Tina Turner                     | Laura Amorós (10)               | 7      | 9      | 7      | 7      | 30     |         |
| Moves Like Jagger, de Adam Levine (Maroon 5)   | Ricky Mata (1)                  | 6      | 6      | 6      | 9      | 27     |         |
| No One, de Alicia Keys                         | Libertad Fajardo (4)            | 5      | 5      | 5      | 5      | 20     |         |
| It's a Beautiful Day, de Michael Bublé         | Alonso Cage (3)                 | 4      | 4      | 4      | 4      | 16     |         |
| Soy la que sufre por tu amor, de Las Grecas    | Toñi y Marifé ("Las Soles") (5) | 3      | 3      | 3      | 3      | 12     |         |

     Ganador de la gala, clasificado directamente para la final
     Finalista de la gala por el jurado, repite la semana siguiente.
     Eliminado de la gala por el jurado.

### Otras actuaciones
| Artista        | Canción                            |
| -------------- | ---------------------------------- |
| Angy Fernández | When I Was Your Man, de Bruno Mars |

## Gala 7 (28/04/17)

### Concursantes
| Canción                                                     | Concursante                        | Jurado | Jurado | Jurado | Jurado | Jurado | Público |
| Canción                                                     | Concursante                        | MO     | MI     | CH     | ÀL     | Total  | Público |
| Ahí estás tú, de Lamari (Chambao)                           | Paula Domínguez (3)                | 10     | 11     | 10     | 10     | 41     | 46%     |
| Jamás, de Camilo Sesto                                      | Manu Rodríguez (1)                 | 9      | 10     | 9      | 9      | 37     | 31%     |
| La cosa mas bella, de Eros Ramazzotti                       | David Moreno (6)                   | 11     | 9      | 11     | 11     | 42     | 13%     |
| Santa Lucía, de Miguel Ríos                                 | Tomás Martínez (9)                 | 12     | 12     | 12     | 12     | 48     | 10%     |
| Que güeno que estoy, de El Sevilla (Mojinos Escozíos)       | Juan López (8)                     | 8      | 5      | 8      | 7      | 28     |         |
| Voy a apagar la luz, de Luis Miguel                         | Xandro Leima (4)                   | 7      | 8      | 5      | 8      | 28     |         |
| Entre dos tierras, de Enrique Bunbury (Héroes del Silencio) | Iván "River Soul" (2)              | 5      | 6      | 7      | 6      | 24     |         |
| The Edge of Glory, de Lady Gaga                             | Georgia Stewart (10)               | 4      | 4      | 6      | 5      | 19     |         |
| When You Say Nothing At All, de Ronan Keating               | Julián Lladó (5)                   | 6      | 3      | 4      | 4      | 18     |         |
| Hoy quiero confesarme, de Isabel Pantoja                    | M. Ángeles Moreno "Madelheine" (7) | 3      | 7      | 3      | 3      | 16     |         |

     Ganador de la gala, clasificado directamente para la final
     Finalista de la gala por el jurado, repite la semana siguiente.
     Eliminado de la gala por el jurado.

### Otras actuaciones
| Artista    | Canción                           |
| ---------- | --------------------------------- |
| Xuso Jones | Treat You Better, de Shawn Mendes |

## Gala 8 (05/05/17)

### Concursantes
| Canción                                           | Concursante             | Jurado | Jurado | Jurado | Jurado | Jurado | Público |
| Canción                                           | Concursante             | MO     | MI     | CH     | ÀL     | Total  | Público |
| Sex Bomb, de Tom Jones                            | David Moreno (3)        | 11     | 12     | 12     | 12     | 47     | 30%     |
| Mi carro y La minifalda, de Manolo Escobar        | Juan Manuel Punzano (7) | 12     | 7      | 11     | 11     | 41     | 27%     |
| I Just Called to Say I Love You, de Stevie Wonder | Germán Scasso (9)       | 8      | 8      | 8      | 10     | 34     | 26%     |
| Black or White, de Michael Jackson                | David "Dabeat" (5)      | 7      | 10     | 10     | 8      | 35     | 17%     |
| No hay genio tan genial, de El genio (Aladdín)    | Manu Rodríguez (10)     | 10     | 9      | 7      | 6      | 32     |         |
| Nacida para amar, de Nina                         | Dídac Flores (4)        | 5      | 5      | 9      | 9      | 28     |         |
| Un año de amor, de Luz Casal                      | Lara Chaves (6)         | 6      | 11     | 5      | 5      | 27     |         |
| Video Games, de Lana Del Rey                      | Tamara Valverde (1)     | 9      | 3      | 6      | 7      | 25     |         |
| Te necesito, de Eva Amaral (Amaral)               | Vicky Armas (8)         | 3      | 6      | 4      | 4      | 17     |         |
| Agradecido, de Rosendo                            | Tomás Martínez (2)      | 4      | 4      | 3      | 3      | 14     |         |

     Ganador de la gala, clasificado directamente para la final
     Finalista de la gala por el jurado, repite la semana siguiente.
     Eliminado de la gala por el jurado.

### Otras actuaciones
| Artista      | Canción                                   |
| ------------ | ----------------------------------------- |
| Lorena Gómez | En lo alto del cerro, de Estrella Morente |

## Gala 9 (12/05/17)

### Concursantes
| Canción                                    | Concursante                  | Jurado | Jurado | Jurado | Jurado | Jurado | Público |
| Canción                                    | Concursante                  | MO     | MI     | CH     | ÀL     | Total  | Público |
| Eloise, de Tino Casal                      | Germán Scasso (10)           | 8      | 9      | 11     | 12     | 40     | 47%     |
| Mediterráneo, de Joan Manuel Serrat        | José Voces (9)               | 12     | 11     | 12     | 11     | 46     | 32%     |
| Durmiendo sola, de Vanesa Martín           | Ely López (7)                | 11     | 12     | 10     | 10     | 43     | 12%     |
| Virtual Insanity, de Jay Kay (Jamiroquai)  | David "Dabeat" (6)           | 9      | 10     | 9      | 7      | 35     | 9%      |
| Amor eterno de Rocío Dúrcal                | Carmen Cuartero (5)          | 6      | 7      | 6      | 8      | 27     |         |
| Paid My Dues, de Anastacia                 | Ruth Marcos "Rudy Black" (8) | 4      | 8      | 7      | 5      | 24     |         |
| A puro dolor, de Ángel López (Son by Four) | Christian Ehdey (2)          | 7      | 6      | 4      | 6      | 23     |         |
| Qué sabe nadie, de Raphael                 | Juan Manuel Punzano (1)      | 5      | 5      | 8      | 4      | 22     |         |
| Amor de san Juan, de Niña Pastori          | Isabel Sarabia (4)           | 10     | 3      | 5      | 3      | 21     |         |
| O mio babbino caro, de Maria Callas        | Adrián Quiles (3)            | 3      | 4      | 3      | 9      | 19     |         |

     Ganador de la gala, clasificado directamente para la final
     Finalista de la gala por el jurado, repite la semana siguiente.
     Eliminado de la gala por el jurado.

### Otras actuaciones
| Artista    | Canción                              |
| ---------- | ------------------------------------ |
| Jordi Ríos | Let's Twist Again, de Chubby Checker |

### Repescados
Durante el programa se anunciaron los concursantes elegidos para la gala de repesca
| Concursante       | Repescado por              |
| ----------------- | -------------------------- |
| Victoria Sunsiray | Audiencia con 64.559 votos |
| Gabriel Gutiérrez | Audiencia con 53.823 votos |
| Jesús Ríos        | Audiencia con 48.062 votos |
| Manu Rodríguez    | Mónica Naranjo             |
| Lorena Fernández  | Miki Nadal                 |
| Toni "Inot"       | Chenoa                     |
| Tomás Martínez    | Àngel Llàcer               |

## Gala 10Repesca(19/05/17)

### Concursantes
| Canción                                                   | Concursante           | Jurado | Jurado | Jurado | Jurado | Jurado | Público |
| Canción                                                   | Concursante           | MO     | MI     | CH     | ÀL     | Total  | Público |
| América, América, de Nino Bravo                           | Manu Rodríguez (6)    | 12     | 11     | 12     | 11     | 46     | 43%     |
| Cuidado con Paloma y Te huelen los pies, de Emilio Aragón | Gabriel Gutiérrez (8) | 9      | 12     | 11     | 12     | 44     | 38%     |
| Billie Jean, de Michael Jackson                           | David "Dabeat" (7)    | 11     | 10     | 9      | 7      | 37     | 14%     |
| Bienvenidos, de Miguel Ríos                               | Tomás Martínez (4)    | 10     | 8      | 10     | 9      | 37     | 5%      |
| Love Me Like You Do, de Ellie Goulding                    | Ely López (2)         | 8      | 9      | 4      | 8      | 29     |         |
| 19 días y 500 noches, de Joaquín Sabina                   | José Voces (1)        | 6      | 7      | 8      | 6      | 27     |         |
| You Can Leave Your Hat On, de Joe Cocker                  | Toni "Inot" (5)       | 4      | 5      | 7      | 10     | 26     |         |
| Summer of ’69, de Bryan Adams                             | Jesús Ríos (10)       | 5      | 6      | 5      | 5      | 21     |         |
| Eras tú, de Merche                                        | Victoria Sunsiray (9) | 7      | 3      | 6      | 4      | 20     |         |
| Ahora tú, de Malú                                         | Lorena Fernández (3)  | 3      | 4      | 3      | 3      | 13     |         |

     Ganador de la gala, clasificado directamente para la final
     Finalista de la gala por el jurado.
     Eliminado de la gala por el jurado y al ser última gala de selección también por el público

### Otras actuaciones
| Artista        | Canción                                                   |
| -------------- | --------------------------------------------------------- |
| Carolina Ferre | Tres cosas (Salud, dinero y amor), de Cristina (Los Stop) |

## Gala 11Fase Final(26/05/17)

### Concursantes
| Canción                                           | Concursante                 | Jurado | Jurado | Jurado | Jurado | Jurado      | Público | Clasificado             |
| Canción                                           | Concursante                 | MO     | MI     | CH     | ÀL     | Total       | Público | Clasificado             |
| El último trago, de Chavela Vargas                | Cristóbal Garrido (5)       | 12     | 11     | 11     | 12     | 46 12+12=24 |         | Clasificado por jurado  |
| It's a Man's Man's Man's World, de James Brown    | Germán Scasso (7)           | 11     | 12     | 12     | 11     | 46 11+11=22 |         | Clasificado por jurado  |
| Peter Pan, de Dani Martín (El Canto del Loco)     | Manuel Bohájar "Keunam" (8) | 9      | 8      | 10     | 7      | 34 10+10=20 |         | Clasificado por jurado  |
| Galilea, de Sergio Dalma                          | Fran Valenzuela (3)         | 8      | 10     | 8      | 5      | 31 8+9=17   |         | Clasificado por jurado  |
| Libre, de Nino Bravo                              | Manu Rodríguez (9)          | 10     | 7      | 6      | 6      | 29 7+8=15   | 30%     | Clasificado por público |
| Entre tú y mil mares, de Laura Pausini            | Patricia Aguilar (4)        | 7      | 9      | 5      | 10     | 31 9+7=16   | 19%     | Clasificado por público |
| The Reason, de Céline Dion                        | Paula Domínguez (1)         | 3      | 4      | 4      | 9      | 20 5+6=11   | 16%     | Eliminado               |
| Estoy hecho de pedacitos de ti, de Antonio Orozco | David Moreno (6)            | 6      | 6      | 9      | 8      | 29 6+5=11   | 14%     | Eliminado               |
| Mujer de mil batallas, de Manuel Carrasco         | Raúl Ogalla (2)             | 4      | 5      | 7      | 4      | 20 4+4=8    | 13%     | Eliminado               |
| París, de Amaia Montero (La Oreja de Van Gogh)    | Arantxa Elvias (10)         | 5      | 3      | 3      | 3      | 14 3+3=6    | 8%      | Eliminado               |

     Ganador de la gala y finalista de la temporada
     Eliminado de la gala.

### Otras actuaciones
| Artista      | Canción                         |
| ------------ | ------------------------------- |
| Llum Barrera | Lambada, de Loalwa Braz (Kaoma) |

## Gala 12Gran Final(02/06/17)

### Concursantes
| Canción                                                   | Concursante                 | Jurado | Jurado | Jurado | Jurado | Jurado      | Público | Público |
| Canción                                                   | Concursante                 | MO     | MI     | CH     | ÀL     | Total       | Público | Público |
| Unchained Melody, de Bill Medley (The Righteous Brothers) | Germán Scasso (5)           | 9      | 11     | 9      | 10     | 39 10+12=22 | 35%     | 48%     |
| Mi tierra, de Nino Bravo                                  | Manu Rodríguez (1)          | 7      | 7      | 7      | 7      | 28 7+11=18  | 23%     | 33%     |
| Me muero, me muero, de Olga Guillot                       | Cristóbal Garrido (3)       | 10     | 10     | 11     | 12     | 43 11+10=21 | 13%     | 19%     |
| Europa, de Mónica Naranjo                                 | Patricia Aguilar (6)        | 8      | 9      | 10     | 9      | 36 8+9=17   | 12%     |         |
| Que me quedes tú, de Shakira                              | Manuel Bohájar "Keunam" (4) | 11     | 12     | 12     | 11     | 46 12+8=20  | 11%     |         |
| Cuando nadie me ve, de Alejandro Sanz                     | Fran Valenzuela (2)         | 12     | 8      | 8      | 8      | 36 9+7=16   | 6%      |         |

### Otras actuaciones
| Artista          | Canción                                          |
| ---------------- | ------------------------------------------------ |
| Adrián Rodríguez | Despacito, de Luis Fonsi                         |
| Falete           | Cucurrucucú paloma, de Lola Beltrán              |
| Melody           | Baby Boy, de Beyoncé                             |
| Manel Navarro    | Castle on the Hill y Shape of You, de Ed Sheeran |

## PalmarésTu cara no me suena todavía

### Tu cara no me suena todavía: ediciones
| Edición                           | Fecha | Ganador       | Subcampeón     | Tercero           |
| --------------------------------- | ----- | ------------- | -------------- | ----------------- |
| [ 1 ] Tu cara no me suena todavía | 2017  | Germán Scasso | Manu Rodríguez | Cristóbal Garrido |

## Audiencias

### Tu cara me suena: Ediciones
| Edición                                      | Fecha | Cadena   | Espectadores | Cuota de pantalla | Gran final        |
| -------------------------------------------- | ----- | -------- | ------------ | ----------------- | ----------------- |
| Tu cara no me suena todavía: Primera edición | 2017  | Antena 3 | 2 395 000    | 18,6%             | 2 382 000 (18,3%) |

### Especiales
| Características del programa          | Fecha      | Espectadores | Cuota de pantalla |
| ------------------------------------- | ---------- | ------------ | ----------------- |
| Tu cara no me suena todavía: lo mejor | 14/04/2017 | 1.336.000    | 11,2%             |